# Ufotable
Ufotable, Inc. (ユーフォーテーブル有限会社 Yūfōtēburu yūgen-gaisha?) es un estudio de animación japonés con sede en Nakano, Prefectura de Tokio, Japón fundada en octubre de 2000. Es caracterizado por hacer obras de gran calidad. Un sello único que se ve en muchas de sus obras, 2 × 2 = Shinobuden, Futakoi Alternative, Coyote Ragtime Show, Gakuen Utopia Manabi Straight! y Tales of Symphonia es una secuencia de animación con plastilina.
Es mayormente conocida por sus adaptaciones de la saga Fate (Fate/Zero y Fate/stay night: Unlimited Blade Works) y Kimetsu no Yaiba.

## Historia
Fue fundada en el año 2000 por Hikaru Kondō, quien fue gerente de producción en Tokyo Movie Shinsha (más tarde TMS Entertainment) y Telecom Animation Film, y productor de producción en Step Video.
Las actividades de la empresa incluyen la planificación y producción de animación, la gestión de derechos de autor, la estructura de series y la escritura de guiones, así como la planificación y producción de vídeos de acción en vivo, como programas de televisión y videos musicales (PV), producción de imágenes reales, producción CG, producción de animación en arcilla y planificación, producción y ventas de artículos de personajes. Además, también se dedican a otros negocios fuera de la producción de animación, como la gestión de cafés y cines, y la formación de actores de voz.
Alrededor del año 1999, Hikaru Kondō, junto a Takuya Nonaka, Satoshi Takahashi, Emi Chiba y Jun Shibata, comenzó actividades con el deseo de crear una empresa donde él quisiera estar si tuviera 25 años. Montaron dos escritorios en una pequeña habitación de cuatro tatamis en un viejo apartamento de Kita-Ikebukuro, donde vivía un amigo de Kondō. En el año 2000, registraron la empresa formalmente. Kazuo Ebizawa también se unió, y comenzaron a trabajar como una compañía de producción encargándose de la animación de apertura del programa de variedades musicales Utaban, iniciando oficialmente su actividad como estudio de producción.
El nombre de la empresa proviene de un mueble real llamado Mesa UFO (UFO Table). Al presidente, Hikaru Kondō, le gustó tanto este mueble que lo adquirió de una persona que lo poseía en Escandinavia. El nombre de la empresa refleja el deseo de "comunicar a las personas lo que queremos hacer". Además, la compañía tiene un personaje mascota llamado 'ufo-kun', que aparece en el jingle de apertura de las películas producidas por la empresa. En sus primeros años, en algunas producciones operaban bajo el nombre de ufotable zippers (ユーフォーテーブル ジッパーズ Yūfōtēburu Jippāzu?).
En 2003, comenzaron oficialmente a producir series de televisión como estudio principal con la adaptación al anime de la novela ligera Sumeba Miyako no Cosmos-sō: Suttoko Taisen Dokkoida. Ese mismo año, lanzaron el primer proyecto original de Ufotable, Gakuen Utopia Manabi Straight!, que más tarde fue adaptado a serie de televisión. En 2005, produjeron la segunda adaptación al anime del proyecto de participación de lectores de la revista Dengeki G's Magazine, Futakoi Alternative. Esta obra fue seleccionada como una recomendación del jurado en la 9.ª edición del Festival de Artes de los Medios de Comunicación de la Agencia de Asuntos Culturales. Gracias a la buena recepción de esta serie, se inició el proyecto conjunto TYPE-MOON × Ufotable junto a Aniplex y Notes (la productora creativa detrás de la marca de videojuegos TYPE-MOON). A través de este proyecto, las series de Kara no Kyōkai y Fate fueron ampliamente elogiadas por su dirección y calidad de animación, aumentando aún más la popularidad de ufotable entre los fans del anime. La trilogía Fate/stay night: Heaven's Feel, que se estrenó entre 2017 y 2020, superó los 5.200 millones de yenes en ingresos totales en taquilla en Japón.
Desde 2019, con la producción de Kimetsu no Yaiba, desencadenaron un fenómeno cultural que llegó a ser considerado un boom social. Kimetsu no Yaiba: Mugen Ressha-hen, estrenada en 2020, alcanzó el primer lugar en la taquilla histórica y en número de espectadores en Japón, y fue la película con mayor recaudación mundial en 2020.

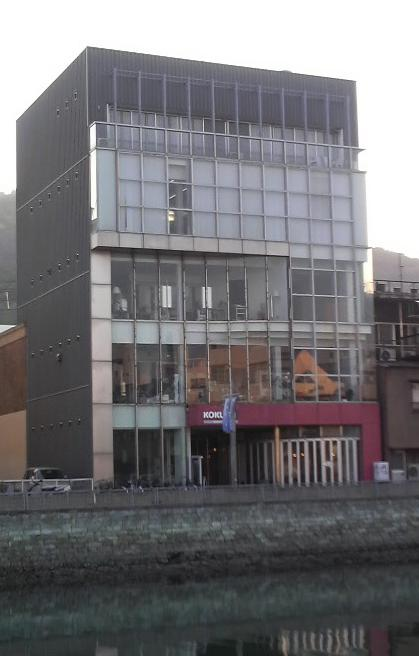
Ciudad de Tokushima Edificio Kokusai Higashi Senba 113
Planta 2: Café ufotable
Planta 4: Estudio Tokushima ufotable

### Estudio de Tokushima
En abril de 2009, Ufotable inauguró un estudio en la ciudad de Tokushima. La razón detrás de la apertura de este estudio en una región fuera de Tokio fue el deseo de crear animación en un ambiente distinto. Según explicó el fundador, "la animación refleja lo que se ve y experimenta en la vida cotidiana, por lo que deseaban producir anime en un entorno más favorable y diferente al de Tokio". Inicialmente, habían planeado establecer el estudio en Okinawa, pero las condiciones no eran adecuadas para un estudio de producción, lo que les llevó a descartar esa opción. Posteriormente, Kondō Mitsuhiro, originario de Tokushima, se enteró de que la ciudad estaba incentivando la atracción de empresas, lo que resultó en la decisión de establecer el estudio allí. Se concretó un acuerdo para abrir el estudio en el cuarto piso del antiguo edificio Takahara (ahora conocido como el Edificio Internacional Higashi-Senba 113), propiedad de una compañía local de distribución de petróleo llamada Takahara Petroleum. En el segundo piso del edificio también se estableció el "ufotable Café", un espacio destinado a ofrecer experiencias relacionadas con el estudio y sus animaciones. Más adelante, Ufotable anunció sus planes de abrir un cine en la calle Higashi-Shinmachi de Tokushima, donde se proyectarían sus obras de animación. Este cine, llamado "ufotable CINEMA", abrió sus puertas el 18 de marzo de 2012, proporcionando un lugar dedicado a la proyección de anime y otros contenidos audiovisuales del estudio.
Ufotable ha estado involucrada activamente en la revitalización de la ciudad de la prefectura de Tokushima. Entre sus contribuciones destacan la creación de pósters promocionales para el Awa Odori, una famosa danza tradicional de la región, y su participación en el proyecto dirigido por la prefectura de Tokushima llamado "Tokushima Digital Content Project", que organiza cada año un taller llamado "Escuela de Formación de Creadores Digitales" dirigido a menores de 18 años. Algunos de los actuales animadores de Ufotable son egresados de este programa de formación. Desde 2017, Ufotable Tokushima se convirtió en empresa socia del programa de donaciones locales de la ciudad de Tokushima (administrado por el Ministerio del Interior de Japón), conocido como el "Furusato Nozei". Además, Ufotable ha colaborado con la Oficina de Cooperación Local de las Fuerzas de Autodefensa de Tokushima en la creación de los personajes mascota "Saki-chan" y "Mori-kun", y en la elaboración de pósters de reclutamiento, como el de 2010, en el que se utilizó ilustración de anime. Este enfoque, que integraba arte de anime en pósters de reclutamiento militar, fue una iniciativa novedosa y generó gran interés en todo el país.
Además de sus otras actividades, Ufotable colabora estrechamente con la administración de la prefectura de Tokushima y la ciudad de Tokushima en diversos proyectos. A partir de su trabajo en la serie original Ohenro, producida en el estudio de Tokushima, desde 2014 han comenzado a emitir obras producidas por Ufotable en varias estaciones de televisión locales de la región de Shikoku, como Shikoku Broadcasting, Okayama Broadcasting, Kochi Sansan TV y Television Ehime. Esta colaboración refuerza el vínculo entre ufotable y la región de Shikoku, promoviendo tanto el contenido local como la animación producida por el estudio.

### Expansión en el extranjero
Desde 2018, Ufotable ha expandido sus cafés de colaboración a Corea del Sur y, desde 2020, también a China. Sin embargo, en estos países, ufotable se dedica exclusivamente a la operación de los cafés, sin involucrarse en la producción de animación o cualquier otro tipo de creación audiovisual. Estos cafés sirven como espacios temáticos donde los fanáticos pueden disfrutar de la atmósfera y productos inspirados en las obras del estudio.

#### Corea del Sur
El 3 de marzo de 2018, Ufotable anunció la creación de una filial en Corea del Sur. Hikaru Kondō, fundador de Ufotable, asumió el cargo de presidente, mientras que Chung So-dam, quien anteriormente trabajaba en la división de planificación y gestión, así como en el equipo de manga de Ufotable, fue nombrada directora ejecutiva. En abril de 2018, la empresa abrió el "ufotable & Machi★Asobi CAFE KOREA" cerca de la Universidad Hongik en Seúl, expandiendo su presencia en el mercado coreano a través de esta colaboración temática.

#### China
El 3 de octubre de 2020, Ufotable inauguró el "ufotable Cafe Shanghai" en el distrito de Xuhui, en Shanghái, China. Posteriormente, el 27 de noviembre de 2021, abrió el "ufotable Cafe Chengdu", y el 12 de marzo de 2022, el "ufotable Cafe Guangzhou". A diferencia de la operación directa en Corea del Sur, los cafés en China son gestionados por la empresa de producción de IP con sede en Pekín, Ultralisian Co., Ltd. (株式会社ウルトライゾン?), que recibió el encargo de administrar los locales. Esta empresa también colabora con ufotable en la comercialización de productos de sus obras y ha participado en el proyecto del videojuego Genshin Impact.
En septiembre de 2022, Ufotable anunció una colaboración a largo plazo con MiHoYo, la compañía china responsable de Genshin Impact, bajo la marca HoYoverse. Ambas empresas colaborarán en el desarrollo y expansión de la marca Genshin Impact como parte de un proyecto conjunto de gran escala.

## Entorno de producción

### Sistema de producción
Ufotable tiene su sede en Shinjuku, Tokio, y en Tokushima, en la prefectura de Tokushima. A marzo de 2024, la compañía cuenta con un total de 256 empleados de planta, que trabajan como personal fijo en sus distintas divisiones y proyectos.
En el estudio de Tokio de ufotable, existen varias divisiones clave para la producción de animación y otros proyectos. Estas divisiones incluyen: departamento de dirección y animación, departamento de finalización, departamento de imágenes digitales (encargado de la fotografía, CGI, edición y desarrollo de herramientas), departamento de guion (se encarga de la creación de series y la escritura de guiones), departamento de producción (responsable de la planificación, producción y gestión del avance de proyectos) y departamento de planificación y gestión (organiza eventos, planea y produce merchandising, desarrolla animación en arcilla y negocios de contenido, además de la producción de manga). En el estudio de Tokushima, también se ha establecido un departamento de dirección y animación. Con estas divisiones, Ufotable posee internamente todas las áreas necesarias para la producción audiovisual, excepto la parte relacionada con el sonido y la música, lo que permite una fácil coordinación entre los diferentes departamentos.
Ufotable tiene una sola línea de producción, y casi todos los empleados, con algunas excepciones, están involucrados en todos los proyectos en curso. Esta estructura basada en empleados permite una alta tasa de producción interna. Desde 2010, en los proyectos que asumen como empresa principal, no realizan el proceso de "gross" en el que se subcontrata toda la producción por episodio a empresas externas. Por lo tanto, todas las temporadas de animación se producen internamente en los estudios de Tokio y Tokushima. Aunque algunos cortes en las etapas de animación, finalización y arte se subcontratan a freelancers o estudios externos, el trabajo de supervisión, como la dirección de animación, la inspección de dibujos y la inspección de finalización, se realiza completamente dentro de la empresa. Además, se esfuerzan por mantener internamente todos los procesos de cada sección, incluyendo la dirección y el diseño de personajes, y limitan de manera precisa los cortes que se subcontratan para garantizar un control de calidad exhaustivo. El arte de fondo, la fotografía y el 3DCG también se manejan en las secciones internas de la empresa, lo que ayuda a reducir la carga de trabajo que tomaría varios días solo para la verificación simple cuando se subcontrata, y fomenta una colaboración más eficiente entre las secciones.
Ufotable sigue un estilo en el que dedican el máximo tiempo posible para completar una obra, y es una práctica común continuar perfeccionando la animación durante el período entre la finalización del video y su emisión o estreno. Además, en tareas importantes como las revisiones de avances y reuniones, cualquier empleado puede participar si lo desea, no solo el personal principal. En cuanto a la innovación en el proceso de producción, Ufotable ha sido pionero en varias prácticas: por ejemplo, en Gakuen Utopia Manabi Straight!, fueron los primeros en adoptar un sistema de dirección en equipo en la industria, y en Kara no Kyōkai, cambiaron al director para cada capítulo, mostrando así su disposición a experimentar con nuevos enfoques en la producción según la obra.
En cuanto al empleo, para el año 2020, Ufotable contrata a todos sus empleados, incluyendo a los recién graduados, como trabajadores a tiempo completo. Para adaptarse a las reformas laborales, tienen un asesor en seguridad social y gestión laboral. Además, en el estudio de Tokushima, se han implementado medidas para mejorar el ambiente laboral siguiendo el modelo de gestión de tiempo de Kyoto Animation, que incluye puntualidad en la entrada y salida, así como un estricto control de la salud de los empleados. También ponen un fuerte énfasis en la formación y desarrollo de su personal. Empleados que han aprendido técnicas de otros animadores y staff se destacan como directores, diseñadores de personajes, y supervisores de animación. En series como Emiya-san Chi no Kyō no Gohan y Katsugeki/Tōken Ranbu, muchos jóvenes talentos han hecho su debut como personal principal en diseño de personajes y otros roles importantes.
El número de proyectos principales al año es relativamente bajo en comparación con estudios de animación de tamaño similar. Esto se debe a que Ufotable prioriza la calidad del video, el sistema de producción interno y las condiciones laborales, lo cual influye en la planificación de sus horarios de producción. Entre sus trabajos destacados se incluyen series de anime de dos cursos (ya sean continuos o divididos), películas de larga duración, series de OVA, animaciones para videojuegos y mangas publicados en revistas mensuales, sitios web y artículos de periódicos.

#### Participación en el comité de producción y adquisición de derechos de autor
Desde 2006, Ufotable ha invertido y participado en el comité de producción de casi todos sus proyectos principales.
Desde el lanzamiento de Kara no Kyōkai (2007), Ufotable ha ajustado la estructura de sus comités de producción para que el número de empresas participantes e inversoras sea lo más reducido posible. En lugar de contar con el habitual grupo de hasta 10 empresas, Ufotable limita la participación a solo 3 o 5 empresas. Esto se hace para evitar las múltiples restricciones y regulaciones que suelen acompañar a grandes comités de producción, con el objetivo de simplificar la gestión y mantener mayor control sobre el proceso creativo. En estos comités, además de Ufotable, que se encarga de la producción, y Aniplex, que maneja la producción, promoción y ventas, solo participan las empresas responsables de la publicación, venta y gestión de derechos del original.
En cuanto a la denominación, es raro que ufotable utilice el término "○○製作委員会 (XX Comité de Producción)" en sus proyectos. En su lugar, a menudo se menciona solo el nombre de las empresas participantes. Esta práctica respeta la filosofía de Atsuhiro Iwakami, CEO y director ejecutivo de Aniplex, quien cree que "indicar claramente las empresas involucradas transmite a los espectadores que todas asumen la responsabilidad total del proyecto, y también impulsa a las empresas a enfrentar la producción del proyecto con un sentido de compromiso y seriedad".
Desde 2006, Ufotable se ha convertido en titular de los derechos de autor de las obras de animación al participar y financiar los comités de producción. El nombre de Ufotable aparece debajo del símbolo de derechos de autor "Ⓒ" en las obras que producen. La empresa ha estado enfocada en obtener los derechos de autor de las obras de animación desde sus inicios, asumiendo riesgos financieros para garantizar que, en caso de éxito de las obras, los beneficios se reinviertan en el estudio y en sus empleados.

#### Estudio de Tokio

##### Departamento de dirección y animación
Alrededor de 130 animadores están empleados. Los procesos como dirección, diseño de guion gráfico, supervisión de la animación y revisión de la animación son principalmente manejados por empleados internos. Dado que la animación principal también es realizada en gran parte por el personal interno, a menudo se realiza un "dibujo de referencia" (aten-gaki) en las etapas de guion y guion gráfico para asignar cortes específicos a los animadores, maximizando sus habilidades y asegurando un control de costos eficiente y la calidad del producto final. La mayoría de los primeros bocetos y dibujos clave, así como los detalles de los dibujos finales, son gestionados internamente, garantizando así que los cortes más complejos sean supervisados por empleados para mantener siempre altos estándares de calidad. Además, la presencia constante de directores y otros miembros clave del equipo facilita la comunicación cercana, lo que contribuye a reducir los errores en las etapas finales del proceso de producción.
Varios directores y diseñadores de personajes con experiencia significativa están empleados, como Takahiro Miura, Tomonori Sudō, Haruo Satō, Yoshikazu Takiguchi, Akira Matsushima, y Toshiyuki Shirai. Además, se encuentran en el estudio directores y diseñadores de personajes que han surgido dentro de la empresa, como Takashi Suhara, Masaru Takeuchi, Masato Nagamori, Yuka Shiojima y Kayo Onizawa. Entre ellos, Miura, Shirai y Suhara son especialmente destacados como especialistas en dirección de acción. En particular, los segmentos de acción en los que Miura trabaja como guionista gráfico se conocen internamente en Ufotable como "M Parts". Además, Kei Tsunematsu a menudo asume el rol de asistente de dirección en muchas de las producciones del estudio.
El equipo de animadores clave incluye a Go Kimura, Mitsuru Kobunai, Masayuki Kunihiro, Nozomu Abe, Akihiko Uda, Takeshi Omagari, Takashi Yamaoka, Makoto Nakamura, Tetsuto Satō y Takayuki Motegi, todos reconocidos por su habilidad en la animación de acción. Kimura, Kobunai y Kunihiro son especialmente destacados como los "principales animadores de acción de Ufotable". Nozomu Abe se encarga principalmente de los cortes de acción que requieren efectos especiales en la animación. Los principales animadores como Kimura, Kobunai, Kunihiro y Abe son asignados a ciertos cortes ya desde la fase de guion y guion gráfico, lo que permite que sus habilidades específicas sean consideradas durante el diseño del proyecto. En muchas producciones, Shōji Koyama se encarga del diseño y supervisión de la animación de mechas, armas y otros accesorios, mientras que Moe Tsuzuki lidera la supervisión del departamento de animación.
En cuanto a la composición de la pantalla, además de crear imágenes basándose en la premisa de añadir procesamiento fotográfico (efectos especiales), existen muchas tomas que combinan dibujo y 3DCG. El departamento de dibujo y el departamento de vídeo digital (cinegrafía/CG) trabajan en estrecha colaboración desde la fase de diseño. Dado que la empresa maneja internamente la coloración, el diseño de fondos, la fotografía y el CGI, los animadores están involucrados en todas las etapas del proceso hasta que se completa el montaje del que son responsables, lo que mejora la coordinación entre los diferentes departamentos. Para el diseño de maquetaciones, el departamento de efectos digitales a menudo crea diseños en 3DCG y videos de demostración, lo que no solo mejora la eficiencia del trabajo, sino que también ayuda a compartir la idea general del trabajo al compartir videos de demostración, promoviendo así una comprensión compartida del proyecto en su totalidad.

##### Departamento de finalización
El equipo de diseño de color, que se encarga de la especificación y finalización del color, trabaja estrechamente con el departamento de diseño de fondos y el departamento de efectos digitales, que operan en el mismo piso. En cuanto a la especificación de colores (el proceso de establecer colores para cada episodio), se sigue un enfoque más detallado en comparación con el estándar general. Mientras que normalmente se utilizan colores de día para escenas diurnas y colores de noche para escenas nocturnas, en los trabajos de Ufotable se implementa una política de ajuste de color en todos los cortes para que se armonicen con el diseño de fondo. Esto asegura una integración más coherente entre los elementos visuales y el entorno de cada escena.

##### Departamento de arte
En la empresa se encargan del diseño artístico, los tableros de arte y el arte de los fondos (pintura digital, dibujo a mano). Kazuo Ebisawa se desempeña como jefe y, junto con Kōji Etō, también se dedica a la formación de los empleados. A los empleados nuevos se les prohíbe usar pintura digital al dibujar fondos, comenzando con dibujo a mano usando pintura (analógico). Esto tiene como objetivo mejorar sus habilidades artísticas de manera integral.
En el arte de fondos, además de la pintura digital, que es la tendencia principal en la industria, también se ha incorporado ampliamente el arte dibujado a mano (analógico) utilizando colores de póster, liderado por Kazuo Ebisawa. En algunos casos, se han creado obras en las que casi todos los fondos artísticos se realizaron exclusivamente a mano. En 2016, bajo la propuesta de Etō, se formó un equipo de arte 3D dentro del departamento de arte, encargado de la producción y supervisión de fondos en CG. Este equipo trabaja junto con el departamento de imágenes digitales para producir fondos híbridos que combinan arte de fondo hecho en pintura digital o a mano con arte en 3DCG. En años recientes, a menudo han colaborado con el departamento de imágenes digitales para crear en 3DCG las ciudades y edificios que sirven de escenario para cada obra.
En la creación de los diseños originales para el arte de los fondos, a menudo se dibujan basándose en modelos 3D diseñados por el departamento de imágenes digitales, utilizando como referencia el diseño artístico de edificios importantes o de la ciudad. Esto permite verificar detalles como "desde qué ángulo incide la luz", unificar la perspectiva y reducir el tiempo dedicado a trazar las líneas guía, lo que contribuye a reducir el tiempo total de trabajo y mejorar la calidad.

##### Departamento de imágenes digitales
Fue establecido en 2003 como un departamento de fotografía. Actualmente está dirigido por Yūichi Terao y se encarga de la fotografía, 3DCG, edición y desarrollo de herramientas. El departamento de imágenes digitales también produce gran parte de los videos promocionales (PV), comerciales (CM) y la creación y edición de los menús de Blu-ray de las producciones de la compañía. Están equipados con cámaras para filmación en vivo, que se utilizan para la búsqueda de localizaciones, la captura de efectos especiales y la producción de imágenes en vivo. Casi todos los empleados del departamento se encargan tanto de la fotografía como de la producción de CG. Además, el personal del departamento de imágenes digitales a veces asume roles como guionistas gráficos, dirección o incluso supervisión. El jefe del departamento, Terao, publica ocasionalmente un blog llamado "ufotable digital team" en la página oficial de ufotable, donde explica las actividades del departamento y ofrece análisis técnicos sobre fotografía y 3DCG.
El personal de fotografía y CG participa en cada etapa de la producción desde las primeras fases, como el diseño de maquetas, la asignación de colores y los tableros de arte, colaborando estrechamente con otros departamentos, incluyendo reuniones de animación. Los límites entre el departamento de arte y el resto son difusos, lo que permite una colaboración estrecha para integrar efectos de iluminación, expresiones espaciales y naturales como nubes y agua, junto con arte de CG, creando así una pantalla híbrida que fusiona arte de fondo, efectos especiales y 3DCG. Además, después de terminar el guion gráfico, el departamento de imágenes digitales crea una "previz" (previsualización, maqueta 3D) antes del trabajo de animación y arte. Basado en el guion gráfico, se diseña previamente un video demo en CG simplificado, lo que permite simular el diseño y los movimientos de los personajes en las primeras etapas de la producción. Esto facilita que todo el equipo comparta el plan de dirección y la imagen final de la obra de manera anticipada. También permite establecer estrategias más claras para equilibrar los costos y las técnicas, evaluando qué animador es mejor para una expresión específica o qué equipo puede lograr una determinada tarea. Al desarrollar estrategias precisas desde el inicio del proceso, aprovechando años de experiencia interna, es posible reducir costos y aumentar la eficiencia.
Como resultado de lo mencionado anteriormente, el departamento de imágenes digitales se ha convertido en una parte crucial de Ufotable, ya que se encarga de la gestión general del calendario de producción, la carga de trabajo de cada departamento, la planificación anticipada del presupuesto y el control de costos. Este departamento sigue la filosofía de que "la animación es el medio más preciso para expresar las emociones y movimientos de los personajes" y, por ello, apoya a los animadores y al personal artístico para que puedan concentrarse en las interpretaciones y expresiones necesarias. Al crear videos de prueba como previz y maquetas 3D de forma anticipada, el departamento reduce significativamente el tiempo necesario para la creación de maquetas y el trazado de líneas de perspectiva en los fondos, lo que permite dedicar más tiempo a mejorar la calidad de los movimientos de los personajes y el arte de los fondos. Además, estos materiales previos ayudan a reducir considerablemente los errores en las etapas finales de producción, lo que disminuye la carga de trabajo para los directores de animación y arte. Estas iniciativas contribuyen a la construcción de un sistema eficiente que mejora tanto la velocidad del trabajo como la gestión de calidad en la animación y el arte.
Además, el departamento de imágenes digitales siempre tiene en cuenta la combinación entre los personajes animados y los fondos artísticos, y el 3DCG en el proceso de composición. Su filosofía es que "si la iluminación se realiza correctamente, el 3DCG se fusionará de manera natural con cualquier estilo de personajes o fondos artísticos". Desde 2007, con la emisión y proyección de obras como Gakuen Utopia Manabi Straight! y Kara no Kyōkai, el departamento de imágenes digitales, liderado por Terao, ha adoptado un enfoque de diseño de pantalla fotorrealista. Terao descubrió que agregar elementos de realismo a escenas de animación estilizadas produce un efecto visual deliberado que combina bien con la animación. Durante este proceso, también prestan atención a controlar la atmósfera de la imagen para que coincida con el estilo y la visión de cada obra.
El departamento de imágenes digitales también trabaja en el desarrollo de nuevos sistemas. En Gakuen Utopia Manabi Straight!, el equipo de fotografía fue pionero en realizar, a lo largo de toda la serie, técnicas como el uso de pintura con pincel y gradientes en las mejillas y el cabello de los personajes, siendo la primera vez que esto se hacía en su totalidad en un anime de televisión japonés. Además, desde Kara no Kyōkai, han llevado a cabo experimentos técnicos con fotografía y 3DCG en cada producción, lo que ha influido en el uso intensivo de colores digitales y la adopción activa de materiales 3DCG en producciones posteriores. El departamento también desarrolla herramientas para automatizar y simplificar el manejo de software utilizado internamente, con el fin de reducir las tareas repetitivas. Esto permite gestionar de manera más eficiente los grandes volúmenes de archivos generados en cada proyecto, creando un entorno en el que los empleados de los departamentos de animación, arte y CG pueden dedicar más tiempo a la producción de imágenes. El motivo por el cual el personal del departamento desarrolla estas herramientas es que, al ser creadores, pueden reflejar las necesidades específicas del trabajo en las herramientas que desarrollan.
En cuanto a la edición, el departamento de imágenes digitales realiza una edición preliminar antes de enviar el material a la empresa de edición externa, Sony PCL. Además, para videos cortos como PVs, comerciales y secuencias de apertura de juegos, el departamento de imágenes digitales se encarga de toda la edición. Durante la edición en línea, para contrarrestar el fenómeno de que la imagen se vuelve anormalmente oscura debido al impacto de los controles de corrección de brillo y saturación que reducen la estimulación visual, el departamento de imágenes digitales realiza ajustes de brillo antes de entregar el material a Sony PCL desde 2016. Esto se hace para minimizar el oscurecimiento de la pantalla. Cabe mencionar que los videos incluidos en los discos Blu-ray utilizan el material original sin ajustes de brillo o saturación.

##### Departamento de guion
Se encargan de la estructura de la serie, los guiones y diversos aspectos literarios del contenido. También pueden encargarse de las letras de las canciones temáticas y las canciones insertadas. Forman un equipo de guionistas junto con los directores de cada obra y el personal de producción y gestión de proyectos de la compañía, trabajando en la estructura de la serie y en la elaboración de los guiones de cada episodio. Además de Kazuharu Satō, uno de los guionistas afiliados, en años recientes, Akira Hiyama, jefe del equipo de manga, Yu Takano, encargado de producción, y Sodam Chong, entre otros, también suelen encargarse de la estructura y el guion en diversas producciones.

##### Departamento de producción
Ryū Suzuki se desempeña como gerente de producción, encargándose de la planificación y producción de obras principales, así como de la gestión del progreso y de los ajustes de configuración. La seiyū Yūri Ehara también está afiliada al equipo y participa en la gestión del progreso.

##### Departamento de planificación y gestión
Se encargan de la administración general, legal y contable, así como de la gestión de diversos sistemas. También se ocupan de la planificación, desarrollo y venta de productos, la gestión de cafés y cines, la planificación y organización de eventos, y la creación, operación y gestión de la tienda en línea y el sitio web oficial.
Desde 2003, bajo la dirección de Akira Hiyama, el equipo de manga "TARTAN CHECK" ha estado en activo. Además de la adaptación de obras originales de la compañía al formato de manga, también trabajan en la estructura de series, guiones y guiones gráficos para producciones de anime. También se ha establecido un departamento de animación en arcilla, dirigido por Kumiko Ōhori, quien se encarga de la producción de animación en arcilla.

#### Estudio de Tokushima
Dirigido por Takuya Nonaka, uno de los miembros fundadores de Ufotable, este departamento se encarga de la dirección y la animación. En las series de anime para televisión, el estudio de Tokio rota en la producción de varios episodios, mientras que en proyectos como el anime web Emiya-san Chi no Kyō no Gohan, el estudio de Tokushima lidera la producción. El horario de trabajo está establecido de 10 a 19 horas, proporcionando un sistema que permite mantener una cantidad estable de cortes.
Una característica del departamento es que suelen encargarse de la dirección y animación de episodios o partes con un enfoque en la vida cotidiana y con fuerte coloración cómica. Takuya Nonaka, quien es el jefe del departamento de dirección y supervisión, frecuentemente se encarga de los guiones gráficos y la dirección para los episodios del estudio de Tokushima, creando guiones gráficos con la previsión de qué miembro del personal de Tokushima se encargará de cada corte.

### Estudios

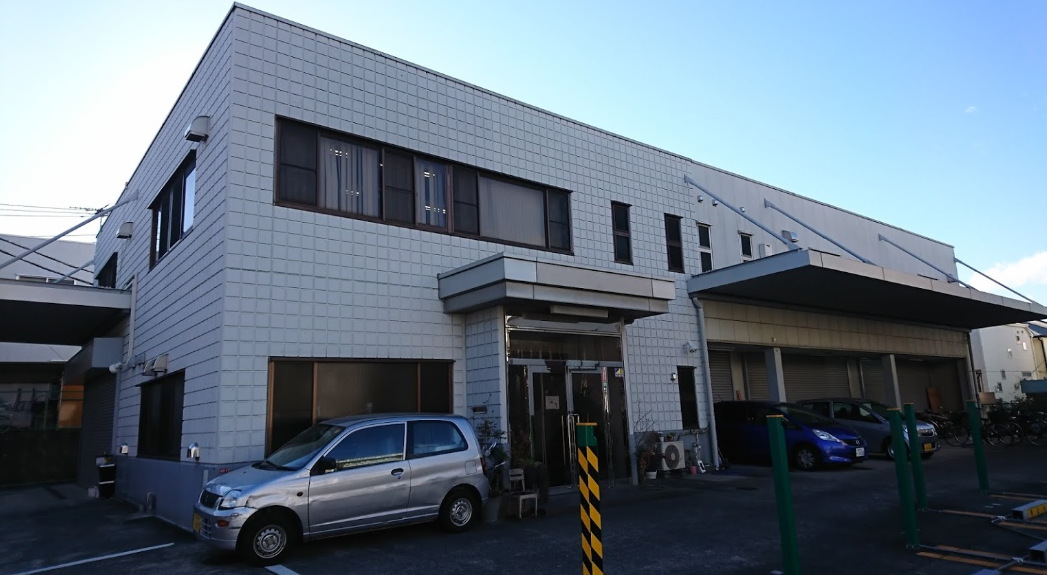
Segundo edificio Enomoto (estudio de Tokio), donde se encontraba la sede en el pasado

Desde 2015, operan con dos estudios.

#### Estudio de Tokio
La sede principal está en el piso 31 de la Shinjuku Front Tower, en el distrito de Shinjuku. Todos los departamentos relacionados con la producción de video, excepto el de sonido, están concentrados allí, lo que facilita la colaboración y la compartición de procesos hasta la finalización del proyecto entre todos los empleados de cada departamento. Anteriormente, operaban en tres edificios centrados en el estudio de Kōenji, pero en 2015 trasladaron todo el equipo y el personal al edificio Daini Enomoto en el distrito de Suginami, que se convirtió en el estudio principal. En febrero de 2024, trasladaron todas las funciones de la sede de Suginami a la Shinjuku Front Tower.

#### Estudio de Tokushima
En abril de 2009, se inauguró en el cuarto piso del edificio Kokusai Higashi Senba 113 en Tokushima. Allí se encuentra el departamento de dirección y animación, y realizan reuniones regulares a través de Skype con el estudio de Tokio.

### Gestión de personal
Desde su fundación, el productor y productor de producción en todas las obras de Ufotable ha sido Hikaru Kondō, quien es el presidente y director ejecutivo de la empresa.
Se caracteriza por la producción interna realizada por sus propios empleados, con la mayoría del personal de animación (excluyendo el área de sonido) trabajando de manera permanente dentro de la empresa. Además, al contar con todos los departamentos necesarios para la producción de video en la empresa, el personal principal también se selecciona en su mayoría de entre los empleados. Al tener al personal principal trabajando internamente, se ha construido un sistema que permite compartir constantemente los valores y objetivos relacionados con las obras en su totalidad.
Desde 2010, la composición de la serie y la elaboración de guiones han sido acreditadas bajo el nombre de Ufotable. La composición de la serie es realizada en colaboración entre el director y el departamento de guion de Ufotable. En cuanto a los guiones de episodios individuales en series de anime y los guiones para películas y OVA, también se acreditan los nombres individuales de los empleados responsables de cada episodio o producción. La única serie en la que todos los guiones están acreditados bajo el nombre del estudio es Kimetsu no Yaiba. En muchas producciones, los guiones principales son escritos por Kazuharu Satō del departamento de guion o Akira Hiyama, el jefe del equipo de manga. Para los guiones de episodios individuales de anime de televisión, a veces se invita a guionistas externos como colaboradores invitados. En Coyote Ragtime Show, Tales of Zestiria the Cross y Katsugeki/Tōken Ranbu, el presidente y productor Hikaru Kondō se encargó de la composición de la serie y los guiones.
En las reuniones de guion, guiones gráficos y supervisión de doblaje, se solicita la participación de los autores originales, editores y equipos de desarrollo de las obras de manga, novelas o videojuegos en los que se basan. Este enfoque colaborativo para la producción y supervisión se basa en la política del estudio de respetar el material original y crear obras que no solo los fanáticos, sino también los autores y las personas relacionadas con el original, deseen ver, y ha sido una práctica establecida durante muchos años.
El editor principal es Manabu Kamino, quien realiza el trabajo de edición, incluida la edición en línea, en Sony PCL, donde está afiliado. La producción de sonido para casi todas las obras utiliza el estudio Studio Mouse. En cuanto a la música, suelen emplear a Yūki Kajiura, Go Shiina y Hideyuki Fukasawa.
Anteriormente, se contrataban creativos externos para la dirección de sonido, pero desde 2016, Hikaru Kondō, ha asumido el rol de director de sonido y director musical.
Desde 2007, para la mayoría de las producciones de anime, ya sean series de televisión, películas, anime web o OVAs, Aniplex se encarga de la planificación, producción, promoción, venta y producción musical. Atsuhiro Iwakami, representante de Aniplex, y Yūma Takahashi, productor asociado, se encargan de la producción y promoción. En cuanto a la animación de juegos y sus adaptaciones televisivas, se especializan principalmente en trabajos relacionados con Bandai Namco Entertainment. Por ejemplo, Yūsuke Tomizawa, quien es el productor general de IP, ha supervisado la producción de animación para títulos de juegos como la serie God Eater y las series Tales of.
En cuanto a los temas principales, se ha utilizado en gran medida al grupo vocal Kalafina, producido por Yūki Kajiura, quien se formó para la película de Kara no Kyōkai. Desde su formación hasta su disolución en 2017, Kalafina colaboró en 15 canciones con las obras de Ufotable, desde su sencillo debut «blivious» hasta su último sencillo, el vigésimo primero, «Hyakka Ryoran». Desde 2011, las colaboraciones principales han sido con artistas de SACRA MUSIC, como Aimer y LiSA.
El personal del estudio de animación Feel a menudo participa en las obras de Ufotable como animadores principales, y también es común que el personal de Ufotable participe en las obras de Feel. Además, hay una participación frecuente en las producciones del estudio de animación Troyca, dirigido por el director Eiji Aoki, quien también ha trabajado en Ufotable.

## Estilo
Desde su establecimiento hasta la actualidad, han trabajado en numerosas animaciones dentro de juegos y en adaptaciones animadas basadas en esos juegos.
En sus primeros años, se encargaron principalmente de la producción de animaciones basadas en novelas, mangas y proyectos originales publicados por el sello Dengeki Bunko, Monthly Comic Dengeki Daioh, y Dengeki G's Magazine de ASCII Media Works. La mayoría de estos trabajos tenían un estilo que mezclaba comedia y tramas extravagantes. Sin embargo, a partir de 2007 y hasta 2010, con la adaptación cinematográfica de las novelas Kara no Kyōkai de Kōdansha, comenzaron a centrarse más en obras de acción con un tono más serio. El personal, incluidos el director y animador Tomonori Sudō, considera que Kara no Kyōkai fue un punto de inflexión para Ufotable, consolidando el estilo y la estructura de producción del estudio.
Desde 2010, se han centrado principalmente en la adaptación animada de títulos de videojuegos, especialmente aquellos basados en las obras originales de Kinoko Nasu para la marca de juegos TYPE-MOON. Desde la planificación del proyecto en 2005, han estado a cargo de la adaptación audiovisual bajo el 'Proyecto TYPE-MOON x ufotable' durante más de 15 años. Entre los trabajos que han realizado se encuentran todas las adaptaciones de las cuatro obras fundamentales de TYPE-MOON escritas por Kinoko Nasu, que establecen el universo de la franquicia (Kara no Kyōkai, Tsukihime, Fate/stay night, Mahōtsukai no Yoru), incluyendo las animaciones de apertura en los videojuegos. También se han encargado de la animación para los spin-offs y obras derivadas que tienen una fuerte conexión con estos cuatro títulos principales, como Fate/Zero, Emiya-san Chi no Kyō no Gohan y Fate/school life.
Aunque es raro que se encarguen de adaptaciones de mangas para series de televisión o películas, en 2019 asumieron la producción de la animación para el manga Kimetsu no Yaiba publicado por Shueisha.

## Características
En el inicio de las películas, se muestra una secuencia con el personaje mascota de la compañía, UFO-kun, siendo absorbido por un OVNI. Además, al inicio del primer episodio de las series de televisión y de las películas, se suelen mostrar los nombres de las empresas patrocinadoras del comité de producción en inglés, seguidos de "＆ufotable present", y finalmente se muestra el texto "an ufotable production".
Desde la emisión de Futakoi Alternative en 2005, han adoptado ampliamente el método de film scoring o composición musical para cine, que consiste en crear la música en sincronía con la imagen. En Fate/stay night: Unlimited Blade Works, emitida en 2014, se utilizó este método para la música a lo largo de toda la serie de 2 cursos, siendo la primera vez que se hace en una serie de televisión de anime en Japón. Además, en las series de televisión, a menudo se utilizan canciones insertadas y de cierre especiales además del tema de cierre habitual, y desde 2005, Ufotable ha estado a cargo de la composición de letras para muchos de los temas principales y canciones insertadas.
En las obras que se desarrollan en la época moderna, a menudo aparece una lata de Emerald Mountain Blend de Georgia. En Futakoi Alternative, el nombre de Emerald Mountain aparece en el título del tercer episodio, 'Emerald Mountain High', y se convierte en un elemento clave del episodio. También aparece con frecuencia en Kara no Kyōkai, y en Kara no Kyōkai: Mirai Fukuin se utiliza como un elemento importante de la trama, con etiquetas que cambian según la época del relato. Además, en la serie Fate/stay night y otras, Emerald Mountain se usa a menudo como un elemento de la dirección.

## Producciones

### Series de televisión
| Año  | Título                                              | Director(es)                   | Fecha de primera transmisión | Fecha de última transmisión | Eps. | Notas                                                                                     | Refs.         |
| ---- | --------------------------------------------------- | ------------------------------ | ---------------------------- | --------------------------- | ---- | ----------------------------------------------------------------------------------------- | ------------- |
| 2002 | Weiß Kreuz Glühen                                   | Hitoyuki Matsui                | 28 de noviembre de 2002      | 20 de febrero de 2003       | 13   | Secuela de Weiß Kreuz.                                                                    | [ 87 ]        |
| 2003 | Sumeba Miyako no Cosmos-sō: Suttoko Taisen Dokkoida | Hitoyuki Matsui Takuya Nonaka  | 13 de julio de 2003          | 28 de septiembre de 2003    | 12   | Adaptación de la novela ligera escrita por Taro Achi e ilustrada por Yu Yagami.           | [ 87 ]        |
| 2004 | 2 × 2 = Shinobuden                                  | Haruo Sotozaki Hitoyuki Matsui | 7 de julio de 2004           | 25 de septiembre de 2004    | 12   | Adaptación del manga escrito e ilustrado por Ryoichi Koga.                                | [ 87 ]        |
| 2005 | Futakoi Alternative                                 | Takayuki Hirao Matsuri Ōse     | 7 de abril de 2005           | 30 de junio de 2005         | 13   | Historia original. Coproducción junto a Feel & Studio Flag.                               | [ 87 ]        |
| 2006 | Coyote Ragtime Show                                 | Matsuri Ōse Takuya Nonaka      | 3 de julio de 2006           | 18 de septiembre de 2006    | 12   | Historia original.                                                                        | [ 87 ]        |
| 2007 | Gakuen Utopia Manabi Straight!                      | Team Manabibeya                | 8 de enero de 2007           | 26 de marzo de 2007         | 12   | Historia original.                                                                        | [ 87 ]        |
| 2011 | Fate/Zero                                           | Ei Aoki                        | 1 de octubre de 2011         | 24 de diciembre de 2011     | 13   | Adaptación de la novela ligera escrita por Gen Urobuchi e ilustrada por Takashi Takeuchi. | [ 87 ]        |
| 2012 | Fate/Zero 2                                         | Ei Aoki                        | 7 de abril de 2012           | 23 de junio de 2012         | 12   | Secuela de Fate/Zero.                                                                     | [ 87 ]        |
| 2014 | Fate/stay night: Unlimited Blade Works              | Takahiro Miura                 | 4 de octubre de 2014         | 27 de diciembre de 2014     | 12   | Adaptación de la novela visual de Type-Moon.                                              | [ 87 ]        |
| 2015 | Fate/stay night: Unlimited Blade Works 2nd Season   | Takahiro Miura                 | 4 de abril de 2015           | 27 de junio de 2015         | 13   | Secuela de Fate/stay night: Unlimited Blade Works.                                        | [ 87 ]        |
| 2015 | God Eater                                           | Takayuki Hirao                 | 12 de julio de 2015          | 26 de marzo de 2016         | 13   | Secuela de God Eater Prologue.                                                            | [ 87 ]        |
| 2016 | Tales of Zestiria the Cross                         | Haruo Sotozaki                 | 3 de julio de 2016           | 25 de septiembre de 2016    | 12   | Adaptación de en un videojuego de Bandai Namco.                                           | [ 88 ]        |
| 2017 | Tales of Zestiria the Cross 2nd Season              | Haruo Sotozaki                 | 8 de enero de 2017           | 29 de abril de 2017         | 13   | Secuela de Tales of Zestiria the Cross.                                                   | [ 87 ]        |
| 2017 | Katsugeki/Tōken Ranbu                               | Toshiyuki Shirai               | 2 de julio de 2017           | 24 de septiembre de 2017    | 13   | Adaptación de en un videojuego de Nitroplus.                                              | [ 87 ]        |
| 2019 | Kimetsu no Yaiba                                    | Haruo Sotozaki                 | 6 de abril de 2019           | 28 de septiembre de 2019    | 26   | Adaptación del manga escrito e ilustrado por Koyoharu Gotouge.                            | [ 89 ]        |
| 2021 | Kimetsu no Yaiba: Mugen Ressha-hen Arc TV           | Haruo Sotozaki                 | 10 de octubre de 2021        | 28 de noviembre de 2021     | 7    | Secuela de Kimetsu no Yaiba.                                                              |               |
| 2021 | Kimetsu no Yaiba: Yukaku-hen                        | Haruo Sotozaki                 | 5 de diciembre de 2021       | 13 de febrero de 2022       | 11   | Secuela de Kimetsu no Yaiba: Mugen Ressha-hen.                                            | [ 90 ]        |
| 2023 | Kimetsu no Yaiba: Katanakaji no Sato-hen            | Haruo Sotozaki                 | 9 de abril de 2023           | 18 de junio de 2023         | 11   | Secuela de Kimetsu no Yaiba: Yukaku-hen.                                                  | [ 91 ]        |
| 2024 | Kimetsu no Yaiba: Hashira Geiko-hen                 | Haruo Sotozaki                 | 12 de mayo de 2024           | 30 de junio de 2024         | 8    | Secuela de Kimetsu no Yaiba: Katanakaji no Sato-hen.                                      | [ 92 ] [ 93 ] |
| —    | Girls' Work                                         | —                              | —                            | —                           | —    | Historia original. Coproducción junto a Type-Moon.                                        | [ 94 ]        |
| —    | Serie sin título de Genshin Impact                  | —                              | —                            | —                           | —    | Adaptación de en un videojuego de miHoYo. Coproducción con HoYoverse.                     | [ 95 ]        |

### Películas
| Año  | Título                                                         | Director(es)                            | Fecha de lanzamiento     | Duración | Nota(s) | Refs.                   |
| ---- | -------------------------------------------------------------- | --------------------------------------- | ------------------------ | -------- | --- | ----------------------- |
| 2007 | Kara no Kyōkai: Overlooking View                               | Ei Aoki                                 | 1 de diciembre de 2007   | 50m      | Adaptación de la novela ligera escrita por Kinoko Nasu e ilustrada por Takashi Takeuchi. La primera película de la serie de películas de Kara no Kyōkai. | [ 96 ]                  |
| 2007 | Kara no Kyōkai: A Study in Murder - Part 1                     | Takuya Nonaka                           | 29 de diciembre de 2007  | 60m      | La segunda película de la serie de películas de Kara no Kyōkai.                                                                                          | [ 97 ]                  |
| 2008 | Kara no Kyōkai: Remaining Sense Of Pain                        | Mitsuru Obunai                          | 9 de febrero de 2008     | 59m      | La tercera película de la serie de películas de Kara no Kyōkai.                                                                                          | [ 98 ]                  |
| 2008 | Kara no Kyōkai: The Hollow Shrine                              | Teiichi Takiguchi                       | 24 de mayo de 2008       | 46m      | La cuarta película de la serie de películas de Kara no Kyōkai.                                                                                           | [ 99 ]                  |
| 2008 | Kara no Kyōkai: Paradox Spiral                                 | Takayuki Hirao                          | 16 de agosto de 2008     | 114m     | La quinta película de la serie de películas de Kara no Kyōkai.                                                                                           | [ 100 ]                 |
| 2008 | Kara no Kyōkai: Oblivion Recording                             | Takahiro Miura                          | 20 de diciembre de 2008  | 59m      | La sexta película de la serie de películas de Kara no Kyōkai.                                                                                            | [ 101 ]                 |
| 2009 | Kara no Kyōkai Remix: Gate of Seventh Heaven                   | Hikaru Kondō Sae Yoshikawa Yūichi Terao | 14 de marzo de 2009      | 61m      | Adaptación de la novela ligera escrita por Kinoko Nasu e ilustrada por Takashi Takeuchi.                                                                 | [ 102 ]                 |
| 2009 | Kara no Kyōkai: A Study in Murder - Part 2                     | Shinsuke Takizawa                       | 8 de agosto de 2009      | 121m     | La séptima película de la serie de películas de Kara no Kyōkai.                                                                                          | [ 103 ]                 |
| 2011 | Sakura no Ondo                                                 | Takayuki Hirao                          | 29 de octubre de 2011    | 21m      | Historia original. Coproducción junto a GONZO. |                         |
| 2011 | Gyo                                                            | Takayuki Hirao                          | 29 de octubre de 2011    | 70m      | Adaptación del manga escrito e ilustrado por Junji Ito.                                                                                                  | [ 87 ]                  |
| 2013 | Kara no Kyōkai: Future Gospel                                  | Tomonori Sudō                           | 16 de septiembre de 2013 | 90m      | La octava película de la serie de películas de Kara no Kyōkai.                                                                                           | [ 104 ]                 |
| 2013 | Majokko Shimai no Yoyo to Nene                                 | Takayuki Hirao                          | 28 de diciembre de 2013  | 100m     | Adaptación del manga escrito e ilustrado por Hirarin. |                         |
| 2017 | Fate/stay night Movie: Heaven's Feel - I. Presage Flower       | Tomonori Sudō                           | 14 de octubre de 2017    | 120m     | Adaptación de la novela visual de Type-Moon. La primera película de la serie de películas de Fate/stay night Movie: Heaven's Feel.                       |                         |
| 2019 | Fate/stay night Movie: Heaven's Feel - II. Lost Butterfly      | Tomonori Sudō                           | 12 de enero de 2019      | 117m     | La segunda película de la serie de películas de Fate/stay night Movie: Heaven's Feel.                                                                    |                         |
| 2020 | Fate/stay night Movie: Heaven's Feel - III. Spring Song        | Tomonori Sudō                           | 15 de agosto de 2020     | 122m     | La tercera película de la serie de películas de Fate/stay night Movie: Heaven's Feel.                                                                    | [ 105 ]                 |
| 2020 | Kimetsu no Yaiba: Mugen Ressha-hen                             | Haruo Sotozaki                          | 16 de octubre de 2020    | 116m     | Secuela de Kimetsu no Yaiba. | [ 106 ]                 |
| 2023 | Kimetsu no Yaiba: Jōgen Shūketsu, Soshite Katanakaji no Sato e | Haruo Sotozaki                          | 18 de febrero de 2023    | 110m     | Recopilación de los dos últimos episodios de Kimetsu no Yaiba: Yukaku-hen y el primer episodio de Kimetsu no Yaiba: Katanakaji no Sato-hen.              | [ 107 ]                 |
| 2025 | Kimetsu no Yaiba Movie: Mugen Jō-hen 1                         | Haruo Sotozaki                          | 18 de julio de 2025      | 155m     | Secuela de Kimetsu no Yaiba: Hashira Geiko-hen. | [ 108 ] [ 109 ] [ 110 ] |
| —    | Katsugeki/Touken Ranbu Movie                                   | —                                       | —                        | —        | Relacionado con Katsugeki/Touken Ranbu Movie. | [ 111 ]                 |
| —    | Mahōtsukai no Yoru                                             | —                                       | —                        | —        | Adaptación de la novela visual de Type-Moon. | [ 112 ]                 |

### OVAs
| Año  | Título                                             | Director(es)     | Fecha de primera transmisión | Fecha de última transmisión | Eps. | Notas                                                          | Refs.  |
| ---- | -------------------------------------------------- | ---------------- | ---------------------------- | --------------------------- | ---- | -------------------------------------------------------------- | ------ |
| 2004 | Aoi Umi no Tristia                                 | Hitoyuki Matsui  | 23 de abril de 2004          | 23 de julio de 2004         | 2    | Adaptación de la novela visual de Kogado Studio.               | [ 87 ] |
| 2007 | Tales of Symphonia The Animation: Sylvarant-hen    | Haruo Sotozaki   | 8 de junio de 2007           | 21 de diciembre de 2007     | 4    | Adaptación de en un videojuego de Bandai Namco.                | [ 87 ] |
| 2010 | Tales of Symphonia The Animation: Tethe'alla-hen   | Haruo Sotozaki   | 25 de marzo de 2010          | 25 de febrero de 2011       | 4    | Secuela de Tales of Symphonia The Animation: Sekai Tougou-hen. | [ 87 ] |
| 2010 | Yuri Seijin Naoko-san                              | Tetsuya Takeuchi | 18 de diciembre de 2010      | 18 de diciembre de 2010     | 1    | Adaptación del manga escrito e ilustrado por Kashmir.          | [ 87 ] |
| 2011 | Tales of Symphonia The Animation: Sekai Tougou-hen | Haruo Sotozaki   | 23 de noviembre de 2011      | 24 de octubre de 2012       | 3    | Secuela de Tales of Symphonia The Animation: Tethe'alla-hen.   | [ 87 ] |
| 2012 | Yuri Seijin Naoko-san (2012)                       | Tetsuya Takeuchi | 15 de febrero de 2012        | 15 de febrero de 2012       | 1    | Adaptación del manga escrito e ilustrado por Kashmir.          | [ 87 ] |
| 2012 | Minori Scramble!                                   | Takuya Nonaka    | 15 de febrero de 2012        | 15 de febrero de 2012       | 1    | Adaptación del manga escrito e ilustrado por Mikage Chihaya.   | [ 87 ] |

### ONAs
| Año  | Título                        | Director(es)                | Fecha de primera transmisión | Fecha de última transmisión | Eps. | Notas                                             | Refs.   |
| ---- | ----------------------------- | --------------------------- | ---------------------------- | --------------------------- | ---- | ------------------------------------------------- | ------- |
| 2009 | Yawarakame♥                   | Desconocido                 | 1 de diciembre de 2009       | 25 de mayo de 2010          | 26   | Historia original.                                | [ 113 ] |
| 2018 | Emiya-san Chi no Kyō no Gohan | Takahiro Miura Tetsuto Satō | 25 de enero de 2018          | 1 de enero de 2019          | 13   | Adaptación del manga escrito e ilustrado por TAa. | [ 114 ] |

### Especiales
| Año  | Título                                                                        | Director(es)    | Fecha de primera transmisión | Fecha de última transmisión | Eps. | Notas | Refs.   |
| ---- | ----------------------------------------------------------------------------- | --------------- | ---------------------------- | --------------------------- | ---- | --- | ------- |
| 2007 | Tales of Symphonia The Animation: Kratos-sensei no Private Lesson             | Haruo Sotozaki  | 8 de junio de 2007           | 8 de junio de 2007          | 1    | Episodio especial incluido en el primer volumen del DVD.                                                  | [ 87 ]  |
| 2007 | Gakuen Utopia Manabi Straight!: Natsu da! Manabi da! Kyōka Gasshuku da!       | Team Manabibeya | 10 de octuybre de 2007       | 10 de octuybre de 2007      | 1    | Episodio especial de Gakuen Utopia Manabi Straight!.                                                      | [ 87 ]  |
| 2008 | Tales of Symphonia The Animation: Kaette Kita Kratos-sensei no Private Lesson | Haruo Sotozaki  | 26 de septiembre de 2008     | 26 de septiembre de 2008    | 1    | Secuela de Tales of Symphonia The Animation: Kratos-sensei no Private Lesson.                             | [ 87 ]  |
| 2009 | God Eater Prologue                                                            | Takayuki Hirao  | 28 de septiembre de 2009     | 28 de septiembre de 2009    | 1    | Adaptación de en un videojuego de Bandai Namco.                                                           | [ 87 ]  |
| 2009 | Toriko OVA                                                                    | Mitsuru Obunai  | 12 de octubre de 2009        | 12 de octubre de 2009       | 1    | Especial mostrado en el Jump Super Anime Tour en 2009.                                                    | [ 87 ]  |
| 2010 | Tales of Symphonia: The Animation Tethe'alla Specials                         | Haruo Sotozaki  | 25 de marzo de 2010          | 25 de febrero de 2011       | 4    | Episodios especiales de Tales of Symphonia The Animation: Tethe'alla-hen.                                 | [ 87 ]  |
| 2010 | Anime Tenchō Movie                                                            | Desconocido     | 5 de noviembre de 2010       | 5 de noviembre de 2010      | 1    | Un proyecto realizado para celebrar el décimo aniversario del personaje mascota de Animate, Anime Tenchō. | [ 87 ]  |
| 2010 | Anime Tenchō x Tōhō Project                                                   | Desconocido     | 20 de noviembre de 2010      | 20 de noviembre de 2010     | 1    | Un proyecto de anime colaborativo de Anime Tenchō y Tōhō.                                                 | [ 87 ]  |
| 2011 | Kara no Kyōkai: Epilogue                                                      | Hikaru Kondō    | 2 de febrero de 2011         | 2 de febrero de 2011        | 1    | Epílogo de la serie de películas Kara no Kyōkai(El jardín de los pecadores)                               | [ 115 ] |
| 2011 | Tales of Symphonia The Animation: Sekai Tougou-hen Specials                   | Haruo Sotozaki  | 23 de noviembre de 2011      | 24 de octubre de 2012       | 3    | Episodios especiales de Tales of Symphonia The Animation: Sekai Tougou-hen.                               | [ 87 ]  |
| 2012 | Fate/Zero: Onegai! Einzbern Sōdanshitsu                                       | Desconocido     | 7 de marzo de 2012           | 19 de septiembre de 2012    | 6    | Especiales incluidos en las cajas BD I y II de Fate/Zero.                                                 | [ 87 ]  |
| 2012 | Fate/Zero Remix                                                               | Desconocido     | 25 de marzo de 2012          | 1 de abril de 2012          | 2    | Episodios recopilatorios de los primeros 13 episodios de Fate/Zero.                                       | [ 87 ]  |
| 2014 | Fate/stay night: Unlimited Blade Works Prologue                               | Takahiro Miura  | 5 de octubre de 2014         | 5 de octubre de 2014        | 1    | Secuela de Fate/Zero 2nd Season.                                                                          | [ 87 ]  |
| 2014 | Tales of Zestiria: Dōshi no Yoake                                             | Haruo Sotozaki  | 30 de diciembre de 2014      | 30 de diciembre de 2014     | 1    | Episodio especial de Tales of Zestiria.                                                                   | [ 87 ]  |
| 2015 | Fate/stay night: Unlimited Blade Works 2nd Season - Sunny Day                 | Takahiro Miura  | 7 de octubre de 2015         | 7 de octubre de 2015        | 1    | Final alternativo para Fate/stay night: Unlimited Blade Works.                                            | [ 87 ]  |
| 2016 | Fate/Grand Order: Himuro no Tenchi - 7-nin no Saikyou Ijin-hen                | Takahiro Miura  | 3 de julio de 2016           | 3 de julio de 2016          | 1    | Adaptación del manga escrito e ilustrado por Eiichirō Mashin.                                             | [ 87 ]  |

### Videojuegos
| Año  | Título                                                          | Desarrolladora       | Notas                                   | Refs.   |
| ---- | --------------------------------------------------------------- | -------------------- | --------------------------------------- | ------- |
| 2004 | Symphonic Rain                                                  | Kogado Studio        | Arte de fondo.                          | [ 116 ] |
| 2005 | Summon Night EX-These: Yoake no Tsubasa                         | Banpresto            | Animación de apertura.                  | [ 117 ] |
| 2006 | Disgaea 2                                                       | Nippon Ichi Software | Animación de apertura.                  | [ 117 ] |
| 2007 | Dragon Shadow Spell                                             | Flight-Plan          | Animación de apertura.                  | [ 117 ] |
| 2008 | Disgaea 3                                                       | Nippon Ichi Software | Animación de apertura.                  | [ 117 ] |
| 2010 | God Eater                                                       | Bandai Namco         | Animación de apertura/escenas de corte. | [ 87 ]  |
| 2010 | Summon Night Gran-These: Horobi no Tsurugi to Yakusoku no Kishi | Bandai Namco         | Animación de apertura/escenas de corte. | [ 118 ] |
| 2011 | Black Rock Shooter: The Game                                    | Imageepoch           | Animación de apertura.                  | [ 87 ]  |
| 2011 | Tales of Xillia                                                 | Bandai Namco         | Animación de apertura/escenas de corte. | [ 87 ]  |
| 2012 | Tales of Xillia 2                                               | Bandai Namco         | Animación de apertura/escenas de corte. | [ 87 ]  |
| 2012 | Fate/stay night [Réalta Nua]                                    | Kadokawa Games       | Animación de apertura.                  | [ 87 ]  |
| 2013 | Summon Night 5                                                  | Bandai Namco         | Animación de apertura/escenas de corte. | [ 87 ]  |
| 2013 | God Eater 2                                                     | Bandai Namco         | Animación de apertura/escenas de corte. | [ 87 ]  |
| 2014 | Natural Doctrine                                                | Kadokawa Games       | Diseños de personajes.                  | [ 119 ] |
| 2014 | Fate/hollow ataraxia                                            | Type-Moon            | Animación de apertura.                  | [ 120 ] |
| 2015 | Tales of Zestiria                                               | Bandai Namco         | Animación de apertura/escenas de corte. | [ 87 ]  |
| 2015 | God Eater 2: Rage Burst                                         | Bandai Namco         | Animación de apertura/escenas de corte. | [ 121 ] |
| 2016 | Tales of Berseria                                               | Bandai Namco         | Animación de apertura/escenas de corte. | [ 122 ] |
| 2017 | God Eater Online                                                | Bandai Namco         | Animación de apertura.                  | [ 123 ] |
| 2018 | God Eater Resonant Ops                                          | Bandai Namco         | Animación de apertura.                  | [ 124 ] |
| 2018 | Dragalia Lost                                                   | Nintendo             | Escenas de corte/ilustraciones.         | [ 118 ] |
| 2018 | God Eater 3                                                     | Bandai Namco         | Animación de apertura/escenas de corte. | [ 125 ] |
| 2019 | Code Vein                                                       | Bandai Namco         | Animación de apertura.                  | [ 126 ] |
| 2021 | Tsukihime - A piece of blue glass moon                          | Aniplex              | Animación de apertura.                  | [ 127 ] |
| 2021 | Tales of Arise                                                  | Bandai Namco         | Animación de apertura/escenas de corte. | [ 128 ] |
| 2021 | Demon Slayer: Kimetsu no Yaiba – The Hinokami Chronicles        | Aniplex              | Ilustración clave.                      | [ 129 ] |
| 2025 | Demon Slayer: Kimetsu no Yaiba – The Hinokami Chronicles 2      | Aniplex              | Ilustración clave.                      | [ 130 ] |

## Controversias

### Incidente fiscal en establecimientos vinculados por parte del presidente
El 3 de junio de 2020, la Oficina Nacional de Impuestos de Tokio denunció a Hikaru Kondō, el presidente de Ufotable, y a Ufotable a la Fiscalía de Tokio por sospechas de violaciones de la Ley del Impuesto sobre Sociedades y otros cargos. El 9 de julio de 2021, la División de Investigación Especial de la Fiscalía de Tokio acusó a Hikaru Kondō de violaciones de la Ley del Impuesto sobre Sociedades y a la empresa como entidad jurídica, mientras que Kondō fue acusado bajo arresto domiciliario.
El caso se originó debido a que Hikaru Kondō realizó alteraciones en los registros de ventas de las cafeterías en Tokio y Osaka para prepararse para una posible deterioración futura de la gestión. En particular, ocultó ingresos totales de aproximadamente 446 millones de yenes correspondientes a los años 2015, 2017 y 2018, evadiendo así aproximadamente 110 millones de yenes en impuestos corporativos y alrededor de 29 millones de yenes en impuestos sobre el consumo.
Como resultado de la investigación, se determinó que los fondos utilizados para la producción y operación de la empresa provenían de los salarios de Kondō y de reservas internas de la empresa. Además, se verificó que los fondos de las donaciones benéficas en cuestión estaban gestionados de manera adecuada y no se habían tocado los fondos evadidos. Sin embargo, debido a la gravedad de la falsificación de registros contables, el hecho de forzar a su esposa, responsable de la contabilidad, a realizar alteraciones y la reducción de las ventas mediante la recolección de fondos en las cajas de las cafeterías, así como a pesar de que la empresa había mantenido un sólido desempeño financiero desde 2012 hasta la fecha, el 10 de diciembre de 2021, Kondō fue condenado. No obstante, dado que la empresa había pagado el monto total de los impuestos evadidos y había tomado medidas para mejorar la gestión y obtener asesoramiento fiscal profesional, Kondō recibió una sentencia con suspensión de ejecución, y la multa para la empresa se redujo a 30 millones de yenes.

#### Denuncias, acusaciones y acusaciones de evasión fiscal
A finales de marzo de 2019, un sitio web de una revista semanal reportó sospechas de evasión fiscal de la empresa. Posteriormente, se descubrió en una investigación que el presidente de la compañía, Hikaru Kondō, había estado regularmente extrayendo alrededor del 30% de los ingresos de las cafeterías en Tokio y Osaka, y había alterado los libros contables para reducir los ingresos reportados. Se alegó que había ocultado un total de aproximadamente 446 millones de yenes en ingresos de los años 2015, 2017 y 2018, evadiendo alrededor de 110 millones de yenes en impuestos corporativos y 29 millones de yenes en impuestos sobre el consumo. Los ingresos desviados se mantenían en una caja de seguridad en la residencia de Kondō. Como resultado, el 3 de junio de 2020, la Oficina Nacional de Impuestos de Tokio denunció a la empresa y a Kondō ante la Fiscalía de Tokio por sospechas de violaciones de la ley del impuesto corporativo. La evasión fiscal se había llevado a cabo principalmente en las cafeterías en Tokio y Osaka, donde Kondō recogía directamente los fondos, y no se había tocado el dinero de otras tiendas ni de los fondos relacionados con la producción de animación.
El mismo día en que se hizo la denuncia, Ufotable emitió una declaración. En ella, pidieron disculpas a los fanáticos y a las partes interesadas, y anunciaron que, siguiendo las directrices de las autoridades fiscales, ya habían presentado una declaración rectificativa en el momento de la denuncia y habían pagado la totalidad de los impuestos correctos.
El 9 de julio de 2021, la Fiscalía Especial de Tokio acusó a Hikaru Kondō de forma domiciliaria por las violaciones de la ley del impuesto corporativo y también acusó a la empresa como entidad.

#### La realidad de la gestión autocrática de Kondō
Desde su fundación en el año 2000 hasta 2020, Ufotable había operado bajo una gestión unipersonal encabezada por Hikaru Kondō, el fundador y presidente de la empresa. Kondō, siendo el único productor de la compañía, se encargaba no solo de la gestión del presupuesto de producción de anime, sino que también era el único encargado de las operaciones de merchandising y de las cafeterías en Tokio y Osaka, donde él mismo recolectaba los ingresos. Todo el dinero recaudado se almacenaba en la caja fuerte de su casa.
Todas las decisiones relacionadas con la gestión, incluyendo las operaciones de las tiendas y el merchandising, se tomaban de acuerdo con las directrices de Kondō. Aunque muchos en la empresa tenían dudas sobre las políticas de gestión impulsadas por Kondō, no había personal que pudiera oponer resistencia a sus decisiones debido a su posición como único propietario y productor de la compañía.
La contabilidad de la empresa, que incluía los costos de producción de animación en las oficinas centrales y en el estudio de Tokushima, así como los ingresos de las tiendas relacionadas, estaba completamente a cargo de la esposa de Hikaru Kondō. Sin embargo, ella no contaba con las credenciales de contadora o de asesora fiscal. Además, Kondō insistió en que su esposa alterara los libros de contabilidad, a pesar de su resistencia a realizar estas tareas contables. La empresa era una sociedad limitada, por lo que no estaba obligada a publicar sus estados financieros. Inicialmente, las tiendas relacionadas permitían verificar los ingresos mediante las cajas registradoras POS, pero Kondō bloqueó estas funciones en todas las tiendas, impidiendo que el personal de las tiendas pudiera revisar los ingresos. Kondō justificó esto diciendo que era para prevenir la fuga de información. Esta medida se vio influenciada por el hecho de que un empleado a tiempo parcial había filtrado información sobre la cafetería en las redes sociales. Como resultado, solo Kondō podía verificar los ingresos de las tiendas.

#### Primer juicio
El 17 de septiembre de 2021, en la audiencia inaugural celebrada en el Tribunal de Distrito de Tokio, Hikaru Kondō reconoció los cargos y pidió disculpas. Admitió que había evadido impuestos utilizando los ingresos de las cafeterías. En su declaración inicial, la fiscalía argumentó que el acusado había desviado una parte de los ingresos de las cafeterías en Tokio y Osaka para mantener la mayor cantidad posible de fondos a mano en previsión de futuras dificultades financieras en la empresa.

#### Segundo juicio
El 1 de noviembre del mismo año, en la segunda audiencia, la fiscalía solicitó una pena de prisión de 1 año y 8 meses para Hikaru Kondō, así como una multa de 40 millones de yenes para la empresa. En su declaración final, Kondō ofreció disculpas a todos los empleados y partes relacionadas.
Durante el interrogatorio, Kondō explicó: "Los beneficios de nuestra empresa provenían no solo de las cafeterías, sino también de la venta de Blu-ray y productos de nuestra propia marca. La razón por la que la producción de animación ha seguido siendo rentable hasta ahora es debido a estos dos ingresos. Sin estos, la producción de animación estaría en números rojos". También mencionó que: "Si las obras no tienen éxito y no se puede prever la afluencia de público, no podríamos pagar los salarios del personal".
Además, Kondō comentó: "Los costos de producción que nos presentan los clientes son bajos, y si solo se utiliza ese presupuesto para crear una obra con la calidad que los clientes requieren, terminaríamos en números rojos. No podríamos mantener al personal. Me preguntaba por qué seguimos aceptando la producción de obras a un costo que siempre termina en pérdidas, mientras solo aumenta la calidad requerida por los clientes". Describió la situación de la industria de la animación en general y agregó: "Nuestra empresa ha tenido éxito en las obras en las que invertimos, pero de no ser así, ya habríamos cerrado". Sin embargo, insistió en que el dinero desviado no se había tocado y que todos los costos de producción y compra de terrenos se habían pagado con fondos adecuados.

#### Veredicto
El 10 de diciembre de 2021, a las 14:00, el juez Akio Tanaka del Tribunal del Distrito de Tokio dictó una sentencia de 1 año y 8 meses de prisión con una suspensión de ejecución de 3 años para Hikaru Kondō. El tribunal reconoció que, según el testimonio de Kondō, el dinero desviado de las cafeterías en Tokio y Osaka no había sido tocado y que los fondos de las donaciones para caridad, que habían sido objeto de sospechas, también se habían manejado adecuadamente. Sin embargo, la corte consideró que el hecho de que la empresa hubiera tenido un amplio éxito económico desde el año fiscal 2012 hasta 2021 y que Kondō hubiera continuado con la evasión fiscal fue una acción grave. Además, se destacó que la esposa de Kondō, responsable de la contabilidad, era reticente a la alteración de los libros contables, y que Kondō había insistido en modificar los registros de manera persistente. Se concluyó que, incluso teniendo en cuenta la preocupación por la posible mala situación económica futura, Kondō no podía evitar una fuerte condena como empresario. Sin embargo, dado que la empresa había pagado ya el monto total evadido y había implementado medidas para recibir asesoramiento y apoyo en la gestión fiscal por parte de expertos, se otorgó a Kondō una sentencia con suspensión de ejecución, y la multa para la empresa se redujo a 30 millones de yenes.
Inmediatamente después del fallo, a las 14:24, la empresa publicó una disculpa en su sitio web oficial. La disculpa se dirigió a los fans y a las partes interesadas, comprometiéndose a cumplir con las leyes y a trabajar aún más en la adecuada gestión de la empresa.

#### Cambios tras el veredicto
Después del incidente, Ufotable decidió contratar a todos los empleados interesados como empleados a tiempo completo, superando los 200 empleados a tiempo completo en diciembre de 2021. Además, antes del incidente, se había implementado un sistema de salario mensual para los empleados debido a la preocupación de que, a pesar de la alta calidad de las producciones, los salarios no eran satisfactorios. Aprovechando el evento como una oportunidad, se duplicaron los bonos para el personal. En relación con la decisión de convertir a todos los empleados en trabajadores a tiempo completo, Kondō comentó: "Entiendo que convertir a todos en empleados a tiempo completo hará que la gestión sea más difícil. Sin embargo, todos los empleados han decidido quedarse porque quieren hacer un buen anime. Vamos a considerar cómo mantener ese entorno en el futuro".
Para responder a las reformas en las condiciones de trabajo, la empresa contrató a un asesor laboral y social, y en términos de contabilidad, se incorporó a un exfuncionario de la Agencia Nacional de Impuestos como asesor fiscal, delegando toda la contabilidad y la declaración de impuestos. Además, la forma de recuperar el dinero de las ventas en las tiendas relacionadas, que fue el origen del incidente, se cambió para que los gerentes de tienda hicieran los depósitos directamente en la cuenta, y Kondō y su esposa ya no tendrían ninguna participación en las finanzas.
Por otro lado, en respuesta a la pregunta del juez Akio Tanaka sobre cómo Kondō planeaba enfrentar sus preocupaciones sobre la gestión futura, Kondō dijo: "Estamos recibiendo muchas ofertas, pero hemos decidido no aceptar trabajos donde el presupuesto de producción se sabe que estará en déficit desde el principio". Agregó: "Si la base de los costos de producción en la industria del anime no cambia, tendremos que buscar maneras de avanzar por nuestra cuenta. Actualmente estamos explorando la posibilidad de proponer negocios desde nuestra parte".

#### Influencia en el trabajo de producción
La empresa Aniplex, encargada de la planificación y venta de las obras de Ufotable, emitió una declaración el 3 de junio de 2020, el mismo día que se realizaron las acusaciones. En esta declaración, Aniplex indicó que, dado que Ufotable había corregido su declaración y pagado la totalidad de los impuestos, no se tomarían medidas adicionales respecto a las obras producidas por Ufotable. Por lo tanto, a pesar de las acusaciones, las obras producidas por Ufotable continuaron con su emisión, proyección y venta de mercancías sin restricciones, cancelaciones o retrasos, manteniéndose en su formato habitual.
Por otro lado, en relación a la acreditación de los trabajos del presidente y productor Hikaru Kondō, involucrado en el caso de evasión fiscal, se tomó la medida de eliminar su nombre de ciertos créditos. A partir del 10 de octubre, en la emisión televisiva de Kimetsu no Yaiba: Sōshūhen - Kyōdai no Kizuna y en la película Kimetsu no Yaiba: Mugen Ressha-hen, que se estrenó el 16 de octubre, su nombre fue eliminado de créditos como "Planificación" y "Productor".

#### Impacto en los eventos
A finales de marzo de 2019, cuando se reportaron las sospechas de evasión fiscal, el entonces gobernador de la Prefectura de Tokushima, Iizumi Yoshikazu, comentó que, dado que la prefectura estaba involucrada en el evento Machi★Asobi como colaboradora, no era aceptable que una persona involucrada en un evento financiado con fondos públicos estuviera bajo sospecha de evasión fiscal. Iizumi expresó su deseo de que se tomaran medidas adecuadas, y anunció el 15 de abril que, aunque la prefectura seguía en contacto con Ufotable respecto al evento, no podían comunicarse con Kondō y que considerarían cambiar la estructura de gestión del evento en el futuro. La decisión sobre la cooperación futura dependería de la respuesta del comité organizador. A mediados de abril de 2019, Kondō renunció a su cargo como presidente del comité organizador. La nueva presidenta del comité fue Junko Tominaga, representante de la NPO Awa Bunka Salon.
A pesar de la controversia, el Vol.22, que estaba previsto para realizarse poco después de las noticias sobre la evasión fiscal, continuó como estaba programado. Ufotable se retiró de la producción y participó en la forma de colaboración operativa, como la provisión de instalaciones y la creación de material promocional. La producción de este evento fue asumida por Studio Mouse, que había estado involucrado en la producción de trabajos anteriores de Ufotable. Aunque no se hizo un anuncio sobre futuros eventos, el gobernador Iizumi declaró que el evento no tendría impactos negativos y que consideraban positivamente realizar futuras ediciones a partir del otoño. El 23 de julio de 2019, se anunció oficialmente que el Machi★Asobi Vol.23 se llevaría a cabo según lo planeado y tuvo lugar en septiembre del mismo año. A partir de Vol.23, se decidió convocar a empresas externas para la producción del evento debido a la retirada de Ufotable. Studio Mouse continuó encargándose de la producción, y Ufotable participó en el evento en calidad de empresa colaboradora y expositor.